# 羽柴秀矢
羽柴 秀矢（はしば しゅうや、1970年7月13日 -）は、日本の元声優、俳優。東京俳優生活協同組合に所属していた。旧名は寺床 秀太（てらとこ しゅうた）。俳協養成所19期生。

## 主な出演作品

### テレビドラマ
1995年
- 検察捜査
- ジューン・ブライド
- 宝引の辰捕者帳

1997年
- 妖怪すくらんぶる（安芸牛坊）

### テレビアニメ
2001年
- こみっくパーティー（男、客B、スタッフ、男子生徒、店員、隣人）
- HAPPY★LESSON（マネージャー友引）

2002年
- HAPPY★LESSON ADVANCE（生徒B）

### OVA
2001年
- HAPPY★LESSON （生徒B）

2004年
- HAPPY★LESSON The Final　（生徒B）

### ゲーム
2005年
- 喧嘩番長　(横倉シンジ、今井兄弟)

2007年
- 喧嘩番長2 フルスロットル　(横倉シンジ)

### 吹き替え
1998年
- スターゲイト SG-1（クロレル、スカーラ）
- ロッコーのモダンライフ（ヘッファー）

2000年
- LA大捜査線 マーシャル・ロー

2001年
- パワーレンジャー・ロスト・ギャラクシー（グリーンシャーク）

2002年
- CSI:科学捜査班